# Tennis-Bundesliga
Die Tennis-Bundesliga ist die höchste Spielklasse im Mannschaftstennis. 

## Deutschland
In Deutschland gibt es Bundesligen der Herren, Damen und Herren 30.
- Herren: Bundesliga (seit 1972); 2. Bundesliga (seit 2001)
- Damen (seit 1999): Bundesliga; 2. Bundesliga
- Herren 30 (seit 2004): Bundesliga; 2. Bundesliga (bis 2013)

In allen anderen Altersklassen gibt es keine Bundesligen. Die höchste Spielklasse bei den übrigen Erwachsenen ist die Regionalliga. Bei den Jugendlichen gibt es keine Spielklasse über mehrere Landesverbände und auch keine Landes- oder Verbandsliga; ihre höchste Spielklasse ist in der Regel die Bezirks(ober)liga.

## Österreich
Seit 2009 gibt es auch in Österreich eine Bundesliga (bis 2008 Staatsliga, bis 2006 Superliga), die vom Österreichischen Tennisverband (Tennis Austria) veranstaltet wird und deren Ergebnisse in einem Ligasystem abgebildet werden.

## Schweiz
In der Schweiz entspricht die Bundesliga der Interclub NLA (swisstennis Interclub Nationalliga A), die seit 1911 ausgetragen wird und den Schweizermeister ermittelt.